# 彼得·戴爾·史考特
彼得·戴爾·史考特（英語：Peter Dale Scott，1929年1月11日—）是加拿大政治分析家、作家、詩人和前外交官。曾任加州大學柏克萊分校英語系教授。以對深層政治和美國外交政策的批評而聞名。

## 生平
出生於魁北克省蒙特利爾。父親是詩人F·R·史考特，母親是畫家瑪麗安·戴爾·史考特。畢業於麥吉爾大學。1961年起在加州大學柏克萊分校任教，1980年升任教授，1994年退休。

## 獲獎
- 2002年11月，獲頒萊南詩歌獎[4]。

## 外部連結
- 官方网站 （英文）
- 彼得·戴爾·史考特在互联网电影资料库（IMDb）上的資料（英文）
- 彼得·戴爾·史考特（德国国家图书馆目录相关文献）